# Sorority House
Sorority House (en español, Casa de hermandad) es una película dramática estadounidense de 1939, protagonizada por Anne Shirley y James Ellison. La película fue dirigida por John Farrow y se basaba en la obra de Mary Chase titulada Chi House.

## Sinopsis
Alice Fisher es la hija de Lew Fisher, un pequeño empresario, dueño de una tienda de comestibles. La hija se sorprende cuando su padre le revela que tiene dinero preparado para sus estudios en la universidad. Alice va a una residencia y traba amistad con compañeras como Dotty Spencer y Merle Scott. Spencer sugiere a Alice que se una a una hermandad estudiantil de niñas bien.
Mientras tanto, Alice se enamora de Bill Loomis, que está saliendo con Neva Simpson. El chico también le recomienda que se una a una hermandad de mujeres, pues cree que ella es realmente rica, aunque finge no serlo. Entonces, Alice escribe a su padre una carta en la que le pide el dinero necesario para formar parte de la hermandad. Contra todo pronóstico, el padre vende su tienda a una cadena de supermercados y Alice recibe el dinero. Pero el amor que ha nacido entre Bill y Alice pronto encontrará obstáculos e inconvenientes, como la anterior relación entre Bill y Neva.

## Reparto
- Anne Shirley : Alice Fisher
- James Ellison : Bill Loomis
- Barbara Read : Dotty Spencer
- Pamela Blake : Merle Scott (acreditada como Adele Pearce)
- J. M. Kerrigan : Lew Fisher
- Helen Wood : Madam President Martha Lanigan
- Doris Davenport : Neva Simpson (acreditada como Doris Jordan)
- June Storey : Norma Hancock
- Elisabeth Risdon : Mrs. Scott
- Margaret Armstrong : Mrs. Pettingell Dawson
- Selmer Jackson : Mr. Grant
- Chill Wills : Mr. Johnson

## Producción
La película está basada en una obra de teatro titulada Chi House, de la escritora estadounidense Mary Coyle Chase. Los derechos de pantalla fueron adquiridos por RKO en abril de 1938, pensando en su actriz Anne Shirley. En efecto, en un primer momento iba a estar protagonizada por Shirley, Lucille Ball y Frances Mercer. Sin embargo, en agosto de ese año, el título cambió por el de "Sorority House" y Dalton Trumbo fue elegido para confeccionar el guion. Ball y Mercer no aparecieron al final en la película.
Tim Holt fue el elegido como protagonista masculino, con la intención de unirlo a Anne Shirley, pero no se concretó. El protagonista masculino, finalmente, fue James Ellison. John Farrow fue asignado para dirigir y el rodaje comenzó el 7 de febrero de 1939.
La actriz Veronica Lake aparecía en un pequeño papel, pero en el montaje fueron eliminadas las escenas. Más adelante RKO anunció una secuela, que no llegaría a rodarse.